# Ewelina Żurowska
Ewelina Żurowska z domu Krzywicka (ur. 10 sierpnia 1992 w Bydgoszczy) – polska siatkarka, grająca na pozycji przyjmującej. Jest wychowanką klubu KS Pałac Bydgoszcz. 
Młodsza siostra piłkarza Marcina Krzywickiego.
Po sezonie 2022/2023 postanowiła zrobić kilkumiesięczną przerwę w karierze, która trwała do listopada 2023.

## Sukcesy
Mistrzostwa Polski Młodziczek:
- 2007

Mistrzostwa Polski Szkół Gimnazjalnych:
- 2008

Mistrzostwa Polski Szkół Średnich:
- 2009

Akademickie Mistrzostwa Polski Szkół Niepublicznych:
- 2009

Mistrzostwa Polski Kadetek:
- 2009

Mistrzostwa Polski Juniorek:
- 2010, 2011
- 2009

I liga:
- 2015

## Sukcesy indywidualne
- 2020: MVP PreZero Grand Prix PLS[10]